# 14724 SNO
14724 SNO este un asteroid din centura principală de asteroizi.

## Descriere
14724 SNO este un asteroid din centura principală de asteroizi. A fost descoperit pe 10 februarie 2000 la Kitt Peak National Observatory în cadrul proiectului Spacewatch. Asteroidul prezintă o orbită caracterizată de o semiaxă mare de 2,92 ua, o excentricitate de 0,07 și o înclinație de 3,1° în raport cu ecliptica.